# Віда (держава)
Віда (йоруба Xwéda; фр. Ouidah; англ. Widah; [ˈhwɪdə]/[ˈhwɪdˌɔː]) (1580 - 1727) — держава, що існувала на узбережжі Гвінейської затоки в XVI—XVIII століттях. Боролася за вплив на Невільницькому березі. Підкорена Дагомеєю 1727 року.

## Історія
Вже у 1580 році почалися торгівельні та дипломатичні контакти з португальцями. З 1640 року почалося протистояння з державою Аллада, оскільки та була головним конкурентом Уїди в работоргівлі. Напочатку 1670-х років встановлюються торгівельні контакти з французами. Втім 1677 року ВІда зазнала поразки від аканської держави Акваму. Цю залежність було скинуто 1681 року. За цим в союзі з державами Ойо і Аджаче протягом 1680—1690-х років ведуться війни проти Дагомеї.
Розширення держави почалося у 1708 році з приходом до влади Хаффона. Він не лише збільшив контроль над узбережжям, а також просунувся на значні відстань вглиб Африки. Розуміючи важливість зростаючого попиту на рабів він вправно маневрував між Французькою компанією Індій та Британською африканською компанією. Також надав дозвіл торгувати в столиці Саві голландцям і португальцям.
1727 році внаслідок війни з Дагомеєю Хаффон зазнав поразки, вимушений був тікати. Його державу було приєднано до Дагмоеї. Саві перейменовано на Віда. 1730 року Хаффон за допомогою французів спробував відвоювати ВІду, проте зазнав поразки. Втім лише 1734 року дагомейці остаточно придушили опір знаті Віди.

## Територія
Спочатку охоплювало узбережжя озера Ахеме. На 1700 рік охоплювала близько 16 км узбережжя Гвінейської затоки. На 1727 рік Віда збільшилася до 64 км, тягнулось на 40 км углиб континенту. Столицею було місто Саві (у португальців називалася Аджуда, французів — Танвір). Основу становили племена аджа з народу фон. Сама назва держави Віда походить від слова Xwéda мовою фон.

## Устрій
Уся влада належала правителю, який вважався безсмертним. Він зрідка виходив до своїх підданих, створюючи образ божества чи надлюдини. Значний вплив мали військовикі та торгівці. Оскільки центром усього була работоргівля, то перші захоплювали рабів, торгівці — продавали, сплачували відповідні мита та податки.
Окремий стан представляли жреці, яких було заборонено страчувати.

## Правителі
- Хахоло (1580—1620)
- Кпассе (1620—1640)
- невідомі
- Айохан (1671—1703)
- Айсан (1704—1708)
- Хаффон (1708—1727)

## Господарство
Першочерговою статтею доходу була работоргівля. Після ослаблення держави Велика Ардра в 1690 році, Віда поступово до 1700 року стає одним з ключовим місць торгівлі рабами з європейцями.
Частково були розвиненні рибальство й полювання, в менші мірі — землеробство. Усі піддані повинні були сплачувати данину у натуральному вигляді.

## Вірування
Поклонялися деревам іроко, морю та деяким видам змій. Іроко були священними, оскільки за міфами першим правитель Віди не вмер, а зник. На місці, де його востаннє бачили, за допомогою магії бога Локо зросло дерево іроко, яке зробило його святим.